# Netelia setosa
Netelia setosa là một loài tò vò trong họ Ichneumonidae.